# Namo Landur
Namo Landur is een bestuurslaag in het regentschap Deli Serdang van de provincie Noord-Sumatra, Indonesië. Namo Landur telt 434 inwoners (volkstelling 2010).